# سیارک ۸۲۶۶
سیارک ۸۲۶۶ (به انگلیسی: 8266 Bertelli، نامگذاری:1986TC) هشت هزار و دویست و شصت و ششمین سیارک کشف شده‌است که در ۱ اکتبر ۱۹۸۶ کشف شد.
قدر مطلق سیارک برابر ۱۴٫۷۰ است.